# Климина, Виктория Викторовна
Виктория Викторовна Климина (род. 1 марта 1976, Владивосток) — российская легкоатлетка, специалистка по бегу на длинные дистанции, марафону и кроссу. Выступала за сборную России по лёгкой атлетике в 2000-х годах, многократная победительница и призёрка национальных чемпионатов, обладательница бронзовой медали Кубка Европы по бегу на 10 000 метров в Баракальдо. Представляла Приморский край. Мастер спорта России международного класса.

## Биография
Виктория Климина родилась 1 марта 1976 года во Владивостоке.
Занималась лёгкой атлетикой во владивостокском клубе «Динамо» под руководством тренеров Анатолия и Зои Ригель. Окончила Владивостокский государственный университет экономики и сервиса.
Первого серьёзного успеха добилась в сезоне 2000 года, когда с результатом 2:39:01 одержала победу на Московском международном марафоне мира. Участвовала в чемпионате России в Туле, став двенадцатой в дисциплинах 5000 и 10 000 метров.
В 2001 году стала бронзовой призёркой в беге по шоссе на 10 км на чемпионате России в Сочи, заняла 16-е место на чемпионате мира по полумарафону в Бристоле, финишировала второй на Даляньском международном марафоне (2:39:53).
В 2002 году на весеннем чемпионате России по кроссу в Кисловодске была лучшей в обоих женских забегах, 4 и 6 км. Помимо этого, заняла 31-е место на чемпионате мира по полумарафону в Брюсселе, выиграла несколько шоссейных стартов в США, в том числе с рекордом трассы обошла всех соперниц на марафоне в Провиденсе (2:28:29).
На весеннем чемпионате России по кроссу 2003 года в Кисловодске одержала победу на дистанции 8 км, тогда как на кроссовом чемпионате мира в Аванше заняла 34-е место в личном зачёте и вместе со своими соотечественницами стала бронзовой призёркой в командном зачёте. Находясь в основном составе российской национальной сборной, бежала марафон на чемпионате мира в Париже — с результатом 2:31:45 расположилась в итоговом протоколе соревнований на 22-й строке. Также в рамках разыгрывавшегося здесь Кубка мира по марафону выиграла бронзовую медаль в командном первенстве.
В 2004 году выиграла чемпионат России по полумарафону в Новосибирске, проходивший в рамках VII Новосибирского полумарафона памяти Александра Раевича, а на соревнованиях в Оренбурге вновь стала чемпионкой России по кроссу на 6 км. Финишировала восьмой на Бостонском марафоне (2:33:20) и третьей на марафоне в Сент-Поле (2:32:06). Закрыла двадцатку сильнейших на чемпионате Европы по кроссу в Херингсдорфе.
В 2005 году участвовала в кроссовом чемпионате мира в Сен-Гальмье, заняла 28-е место в забеге на 4 км и 17-е место в забеге на 8 км. Завоевала бронзовую медаль на Кубке Европы по бегу на 10 000 метров в Баракальдо, уступив только немке Сабрине Моккенхаупт и португалке Фернанде Рибейру. В концовке сезона отметилась выступлением на Дублинском марафоне, где с результатом 2:38:04 пришла к финишу четвёртой.
В 2006 году выступила на нескольких коммерческих стартах в США, стала шестой на Роттердамском марафоне (2:34:22) и четвёртой на Торонтском марафоне (2:43:36).
На чемпионате России 2008 года в Казани была пятой в беге на 5000 метров и четвёртой в беге на 10 000 метров. В качестве запасной бегуньи на дистанции 10 000 метров присутствовала на Олимпийских играх в Пекине, однако в итоге ей так и не довелось здесь выступить.
Помимо занятий спортом служила во владивостокской полиции. Лейтенант полиции, старший инспектор по вопросам миграции УМВД России по городу Владивостоку.